# 東雲水辺公園
東雲水辺公園（しののめみずべこうえん）は、東京都江東区東雲一丁目にある辰巳運河沿いの区立公園である。1996年3月24日開園。

## 概要
北は辰巳橋、南は辰巳桜橋まで伸びる、南北に細長い公園で、辰巳桜橋を挟んで潮風の散歩道とも隣接する。
名前の通り水辺に沿って遊歩道があり、さらに園内には五つの広場がある。それぞれゲート広場・緑の広場・水の広場・多目的広場・デッキ広場である。また、3箇所にパーゴラがある。
通年入園自由、無料。男女別型トイレ2箇所・砂場・ブランコ（二台中一台は修理中）、滑り台・ベンチ有り。飲料自動販売機・専用駐車場無し。
プラウドタワー東雲、ビーコンタワーレジデンス、アップルタワー東雲キャナルコートなどと隣接している

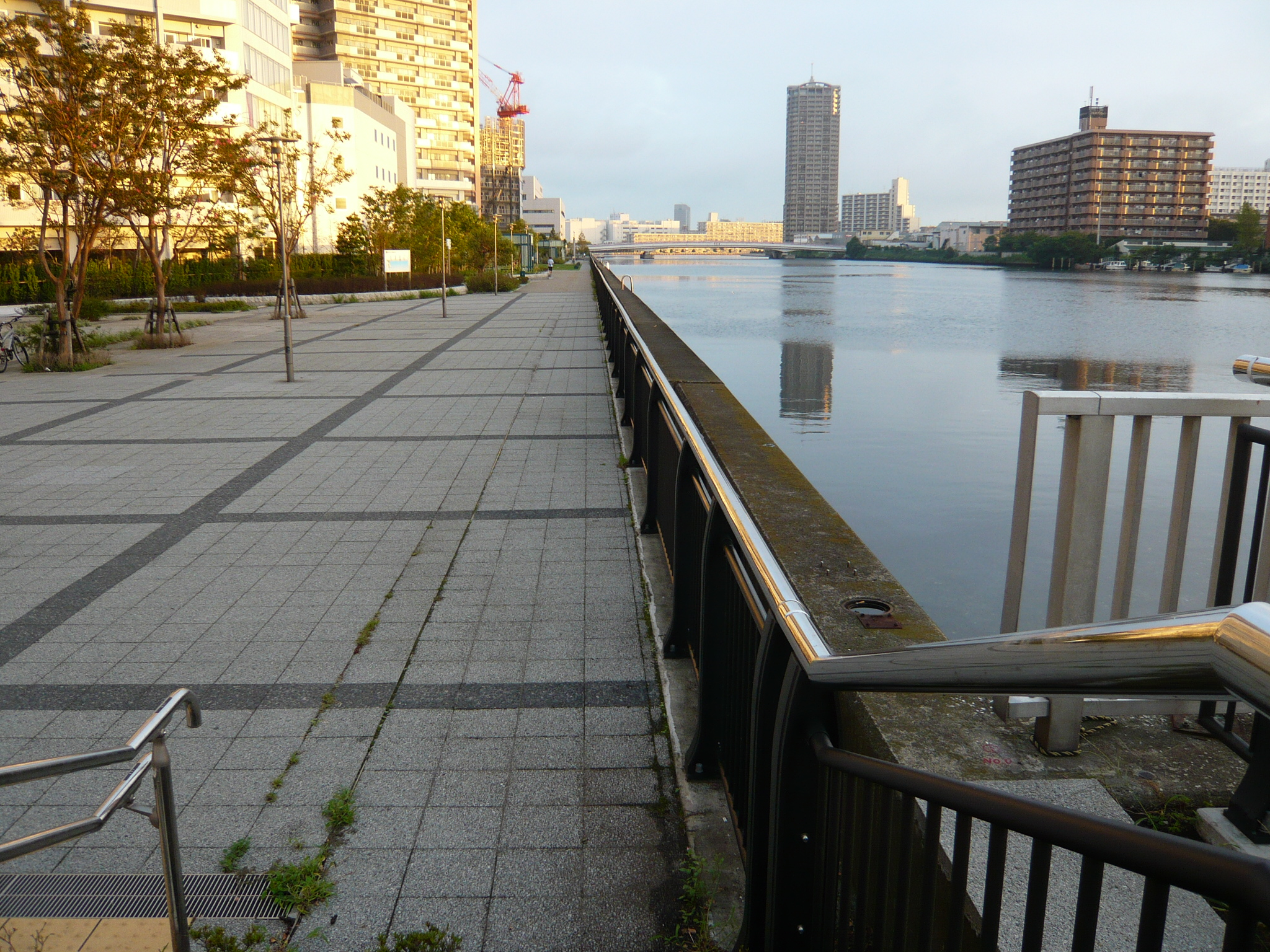
東雲水辺公園
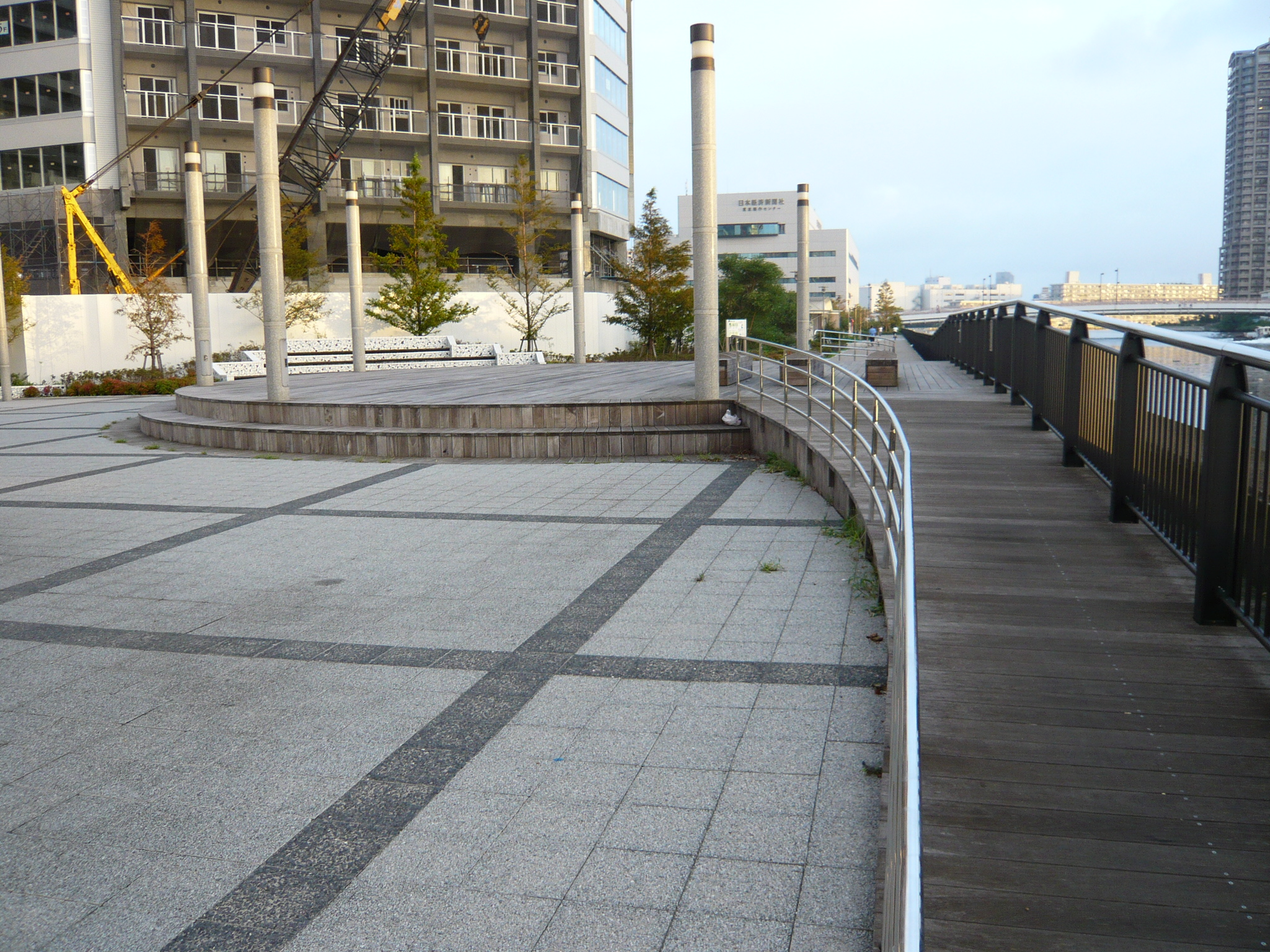
デッキ広場
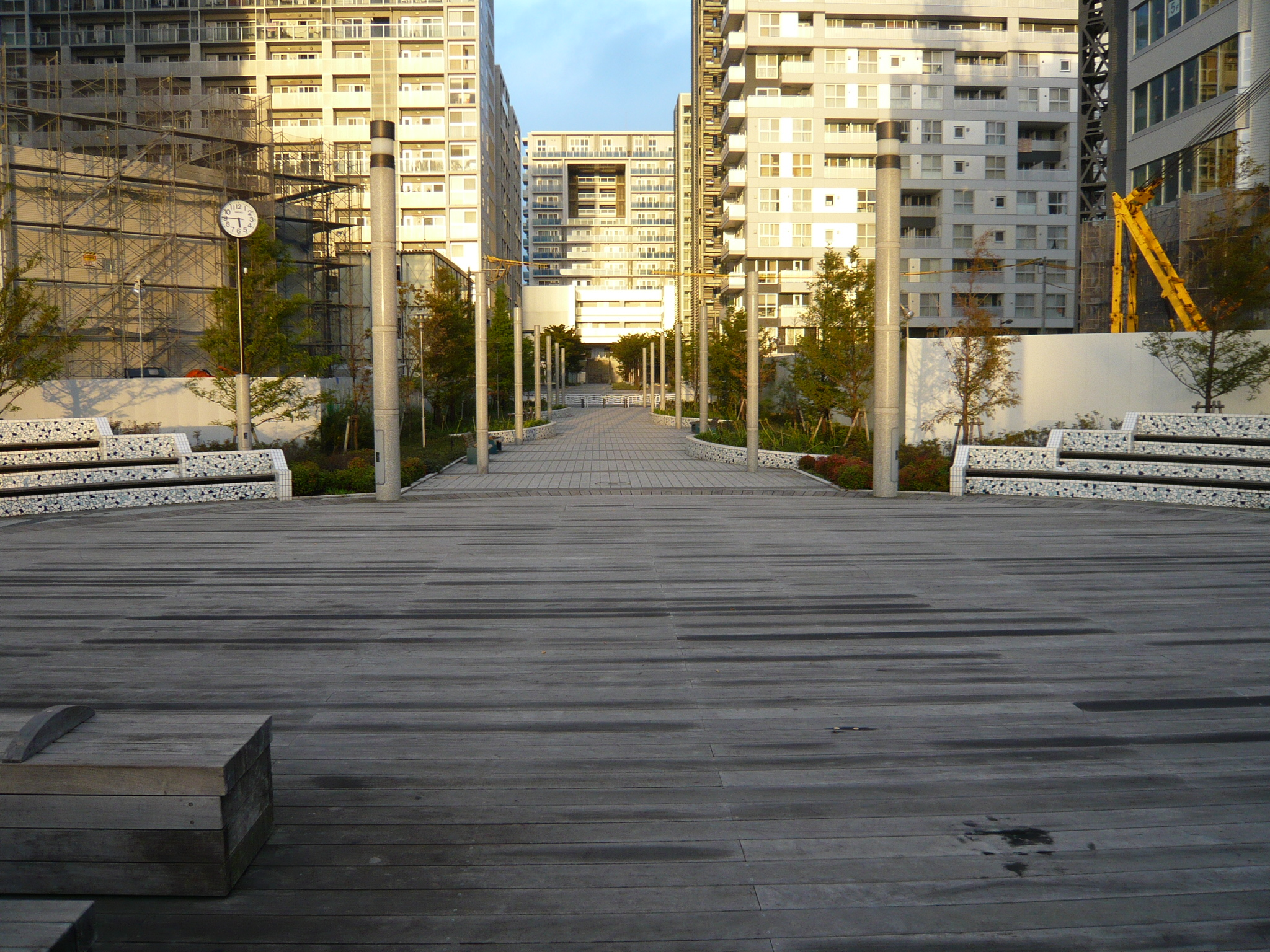
デッキ広場と水の広場

## アクセス
- 東京メトロ有楽町線辰巳駅1番出口、りんかい線東雲駅から徒歩8分。
- 都バス東15系統、東16系統、都05出入系統、海01系統、業10出入系統「東雲一丁目」下車、徒歩4分。